# Chéraga
Cheraga là một đô thị thuộc tỉnh Alger, Algérie. Dân số thời điểm năm 2002 là 60.374 người.